# Michael van Praag
Pour les articles homonymes, voir van Praag.
Ne doit pas être confondu avec Michael van Walt van Praag.
Michael van Praag, né le 28 septembre 1947 à Amsterdam, est un dirigeant néerlandais de football, président de la Fédération royale néerlandaise de football depuis 2008.

## Biographie
Ayant fait carrière dans le football professionnel au sein du corps arbitral, Michael van Praag devient, comme son père Jaap van Praag de 1964 à 1978, président de l'Ajax Amsterdam de 1989 à 2003. Pendant cette période, le club remporte la Coupe UEFA 1992 et la Ligue des champions 1995. Il est nommé en 2008 président de la Fédération royale néerlandaise de football, et devient membre du comité exécutif de l'UEFA en 2009 (réélu à ce poste en 2011 et 2015).
En janvier 2015, Van Praag se déclare candidat à la présidence de la FIFA. « Très inquiet » de la situation de la fédération internationale, il souhaite que « sa pleine attention se concentre à nouveau sur le football » et que les pouvoirs du président soient limités. Il souhaite publier le rapport Garcia, qui contient une enquête sur les conditions d'attribution des Coupes du monde 2018 et 2022, et refaire voter le comité exécutif si corruption il y a eu. Il propose également une Coupe du monde à 40 équipes, l'instauration d'un comité de la présidence, la révision des lois de la FIFA sur les conditions de travail des ouvriers pour la préparation des grands événements, et la création d'ambassades décentralisées de Zurich. Il a déclaré qu'il n'effectuerait qu'un seul mandat s'il parvenait à être élu. Le 21 mai 2015, il retire sa candidature pour soutenir le prince Ali de Jordanie, qui est finalement battu par le président sortant, Sepp Blatter. Van Praag appelle à la démission de ce dernier, confondu dans des affaires de corruption, qui devient effective le 2 juin suivant, soit 4 jours après sa réélection.
Au mois de juillet 2015, Van Praag est choisi par Michel Platini pour devenir l'un des 5 vice-présidents de l'UEFA, du fait du départ à la retraite de l'occupant de l'un des postes, l'ancien président de la Fédération turque Şenes Erzik. Il refuse de briguer la présidence de la FIFA en 2016, s'estimant trop vieux et satisfait qu'il y ait eu du changement. Personnage intègre et respecté, il trouve « compréhensible » la suspension de Blatter et Platini prononcée en 2016 pour corruption.
Après la mort de Johan Cruyff en 2016, il est membre de l'orchestre qui joue les hymnes nationaux lors du match opposant la France aux Pays-Bas, lui rendant hommage. Au mois de septembre de la même année, il se présente à la présidence de l'UEFA mais est battu par Aleksander Čeferin, par 42 voix contre 13.